# Еловый малый чёрный усач
Еловый малый чёрный усач (лат. Monochamus sutor) — вид жуков подсемейства ламиин (Lamiinae) из семейства усачей (Cerambycidae). Вредитель древесины.

## Описание
Длина тела составляет от 14 до 28 мм. Надкрылья имеют цилиндрическую форму без чётко выраженных сужений до вершины, тело — уплощённое. Надкрылья покрыты очень мелкими округлыми волосяными опушениями, особенно у самок. Щиток полностью разделён гладкой узкой бороздой. Усики самца в 2,5, а самок — в 1,5 раза длиннее тела.

### Жизненный цикл
Развитие жука занимает 2 года, в неблагоприятных условиях может затянуться на 3. Первые усачи появляются в мае, но основной лет приходится на июнь. Перед откладыванием яиц им требуется дополнительное питание на молодых веточках и хвое. Оплодотворенная самка делает надсечки в коре, в которые вкладывает белые продолговатые яйца. Молодые личинки начинают сооружение ходов в коре. К осени они углубляются в ствол дерева. Личинка белая, безногая, передвигается с помощью бородавок на 7 первых сегментах брюшка. В специальной выемке, устланной опилками, личинка окукливается. Молодой жук выбирается, примерно через 10-23 дня, из ствола через отверстие в коре.

## Распространение
Ареал охватывает Европу, Кавказ, Россию, Северный Казахстан, север Монголии и Китая, Корею, Японию. Бореально-альпийский вид.

## Экология и местообитание
Обитает в местах произрастания ели европейской, а также в окрестностях деревообрабатывающих комбинатов, куда завозится с древесиной. Встречается в больших количествах на вырубках и ветровалах, где спаривается и откладывает яйца, а также питается хвоей и лубом деревьев. Лёт длится с июня по сентябрь. Личинка развивается в древесине ели, очень редко пихты, а в Северной Европе ещё и сосны.

## Подвиды
- Monochamus sutor pellio Germar, 1818
- Monochamus sutor sutor (Linnaeus, 1758 )

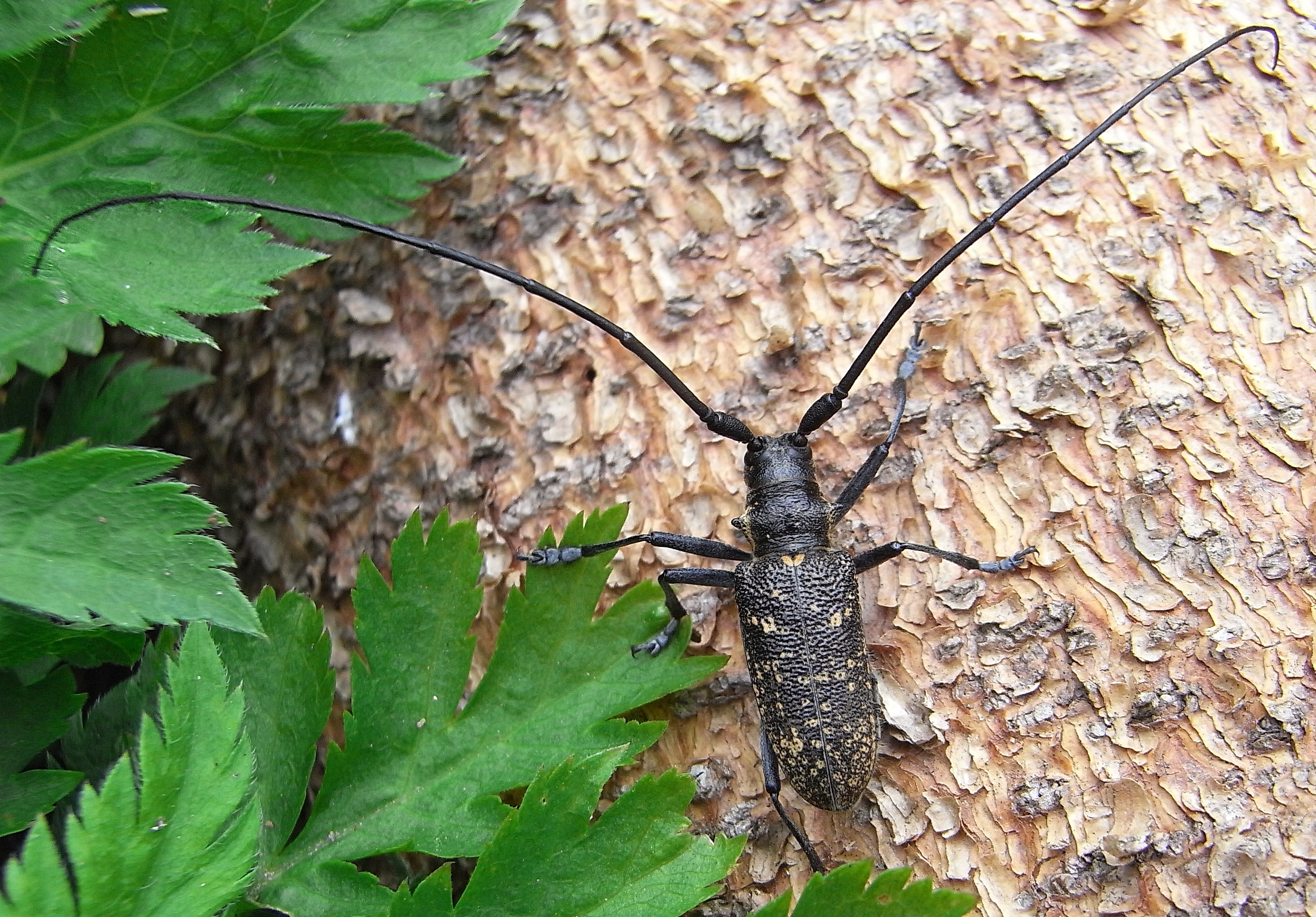
Самец